# Courtenay (Dakota del Nord)
Courtenay és una població dels Estats Units a l'estat de Dakota del Nord. Segons el cens del 2000 tenia 53 habitants.

## Demografia
Segons el cens del 2000, Courtenay tenia 53 habitants, 24 habitatges, i 15 famílies. La densitat de població era de 46,5 hab./km².
Dels 24 habitatges en un 29,2% hi vivien nens de menys de 18 anys, en un 50% hi vivien parelles casades, en un 4,2% dones solteres, i en un 37,5% no eren unitats familiars. En el 37,5% dels habitatges hi vivien persones soles el 20,8% de les quals corresponia a persones de 65 anys o més que vivien soles. El nombre mitjà de persones vivint en cada habitatge era de 2,21 i el nombre mitjà de persones que vivien en cada família era de 2,87.
Per edats la població es repartia de la següent manera: un 20,8% tenia menys de 18 anys, un 3,8% entre 18 i 24, un 30,2% entre 25 i 44, un 24,5% de 45 a 60 i un 20,8% 65 anys o més.
L'edat mediana era de 44 anys. Per cada 100 dones de 18 o més anys hi havia 100 homes.
La renda mediana per habitatge era de 25.938 $ i la renda mediana per família de 48.125 $. Els homes tenien una renda mediana de 26.250 $ mentre que les dones 50.625 $. La renda per capita de la població era de 19.276 $. Cap de les famílies i el 5,6% de la població estaven per davall del llindar de pobresa.

## Poblacions més properes
El següent diagrama mostra les poblacions més properes.